# グレゴリウス15世 (ローマ教皇)
グレゴリウス15世（Gregorius XV, 1554年1月9日 - 1623年7月8日）は、ローマ教皇（在位：1621年 - 1623年）。本名はアレッサンドロ・ルドヴィシオ（Alessandro Ludovisio）。
ボローニャ出身のグレゴリウス15世は前任者たちと異なり、プロテスタントに対する神聖ローマ皇帝の支援や、オスマン帝国に対するポーランド王の支援などのわずかな例外を除いて、ヨーロッパの政治に対してはほとんど干渉しようとしなかった。彼は学問を好み、教会改革の意欲にあふれた有徳の聖職者であった。在位中の事跡で特に有名なものは、フランシスコ・ザビエル、イグナチオ・デ・ロヨラ、アビラのテレサ、フィリッポ・ネリといった聖徳の誉れ高い人々を列聖したことであった。1623年7月に亡くなると、ウルバヌス8世がその後を継いだ。